# دستگاه کوانتومی

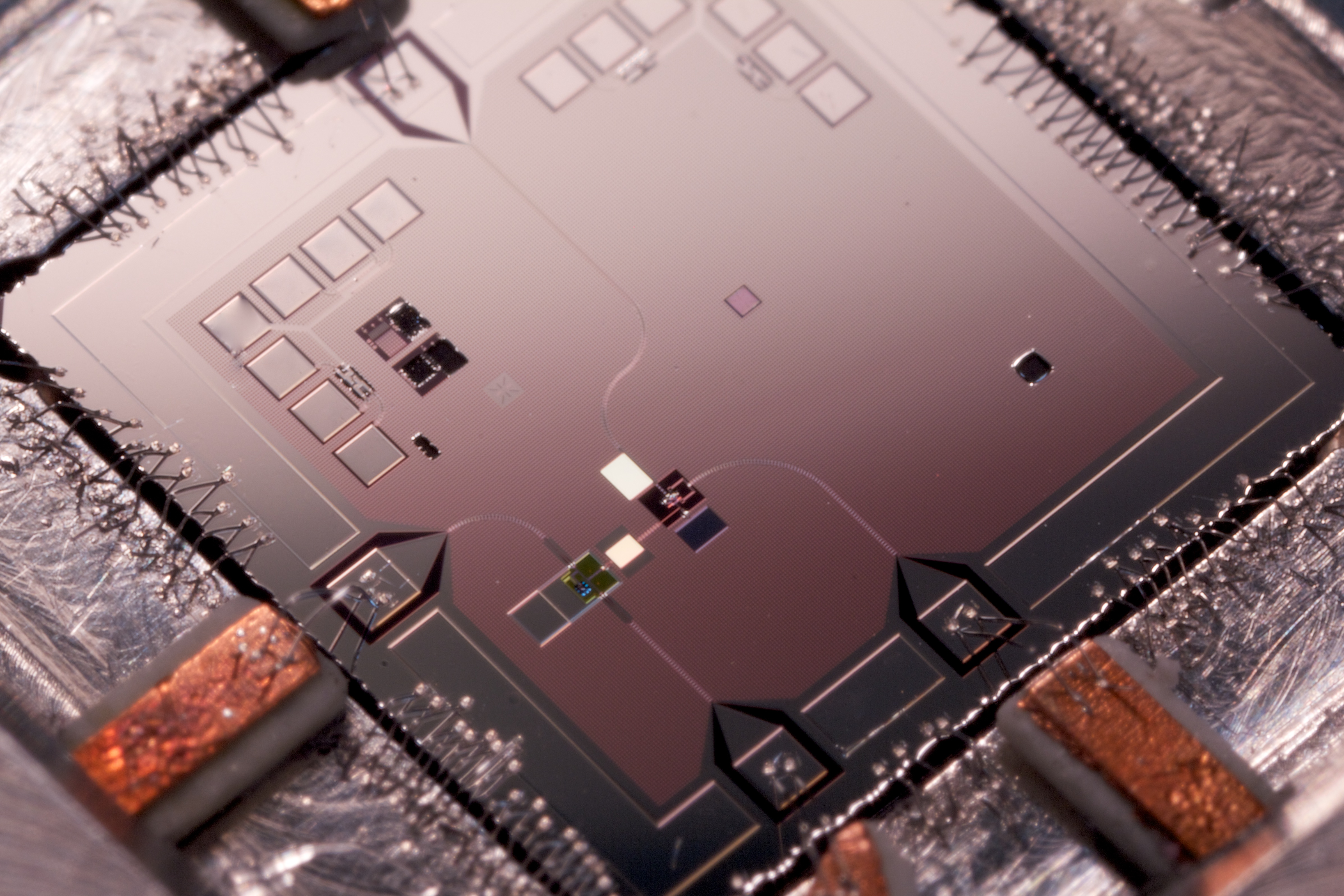
دستگاه کوانتومی، که توسط آرون دی اوکونل توسعه داده شده است. رزوناتور مکانیکی در پایین سمت چپ تزویج خازنی (مربع سفید کوچک) قرار دارد. کیوبیت به بالای راست خازن جفت‌شونده متصل است.

دستگاه کوانتومی (به انگلیسی: Quantum machine) دستگاهی ساخت انسان است که حرکت جمعی آن از قوانین مکانیک کوانتومی پیروی می‌کند. ایده این که اشیاء در مقیاس ماکروسکوپی ممکن است از قوانین مکانیک کوانتومی پیروی کنند، به آغاز مکانیک کوانتومی در اوایل قرن بیستم بازمی‌گردد. با این حال، همان‌طور که آزمایش فکری گربه شرودینگر نشان می‌دهد، اثرات کوانتومی به راحتی در اشیاء مقیاس بزرگ قابل مشاهده نیستند. به همین دلیل، وضعیت‌های کوانتومی حرکت تنها در شرایط خاص و در دماهای بسیار پایین مشاهده شده‌اند. شکنندگی اثرات کوانتومی در اشیاء ماکروسکوپی ممکن است به دلیل ناهمدوسی کوانتومی سریع باشد. پژوهشگران اولین دستگاه کوانتومی را در سال ۲۰۰۹ ایجاد کردند و این دستاورد در سال ۲۰۱۰ به عنوان «دستاورد سال» از سوی مجله ساینس نامگذاری شد.

## تاریخچه

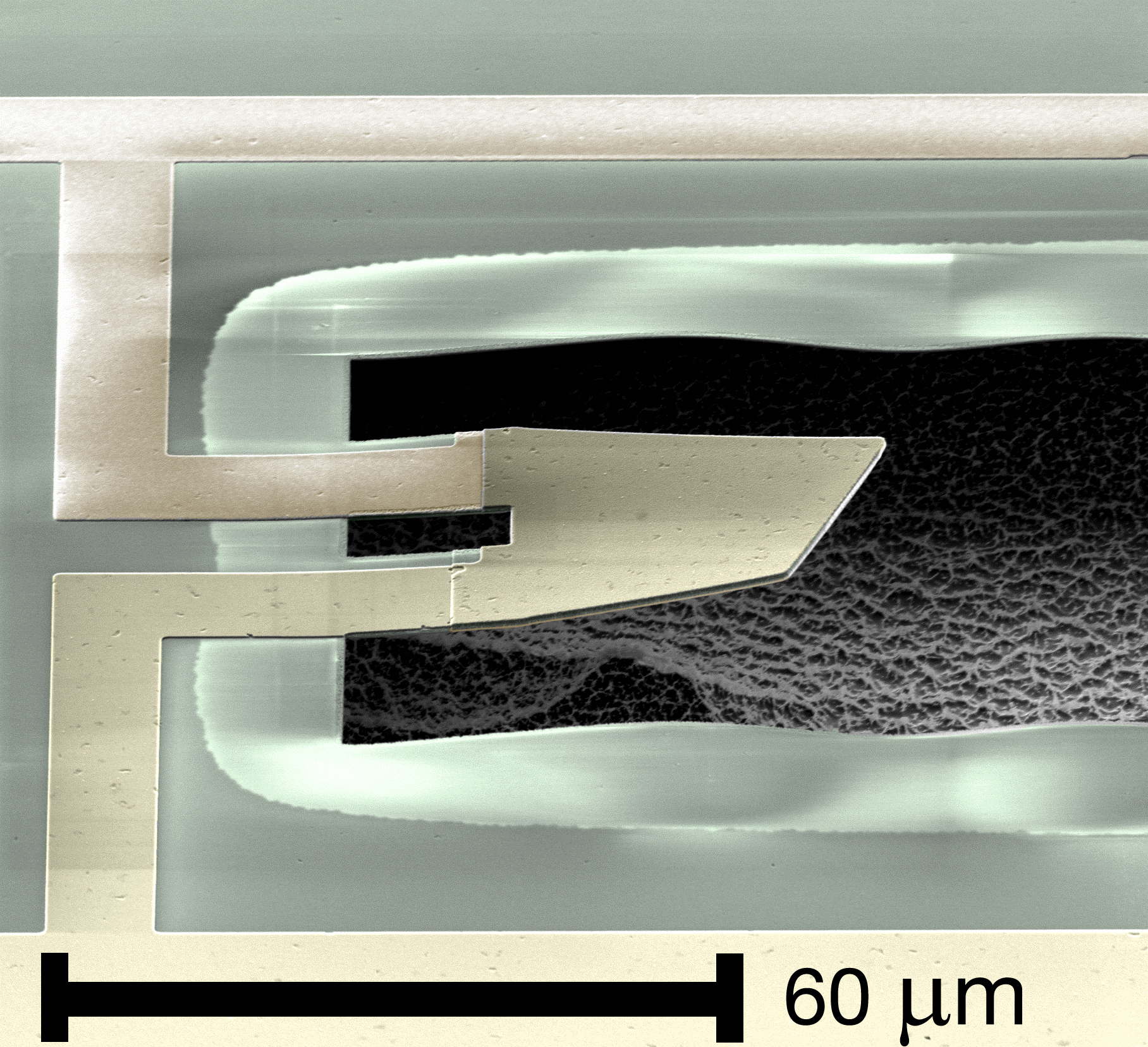
میکروسکوپ الکترونی روبشی از تشدیدگر آکوستیکی حجیم با پوسته-نازک. بخش مکانیکی فعال تشدیدگر از سمت چپ توسط دو اتصال فلزی که به عنوان اتصالات الکتریکی عمل می‌کنند، پشتیبانی می‌شود.

اولین دستگاه کوانتومی در تاریخ ۴ اوت ۲۰۰۹ توسط آرون دی اوکونل در حین تحصیل دکتری تحت نظر اندرو ان. کلند و جان ام. مارتینیس در دانشگاه کالیفرنیا (سانتا باربارا) ساخته شد. اوکونل و همکارانش یک تشدیدگر مکانیکی، شبیه به یک تخته پرشی کوچک، و یک کیوبیت، دستگاهی که می‌تواند در برهم‌نهی کوانتومی دو وضعیت کوانتومی به‌طور همزمان باشد، را به هم متصل کردند. آن‌ها توانستند تشدیدگر را به‌طور همزمان در مقادیر کوچک و بزرگ به ارتعاش درآورند—اثری که در فیزیک کلاسیک غیرممکن بود. تشدیدگر مکانیکی به اندازه کافی بزرگ بود که با چشم غیرمسلح قابل مشاهده باشد—حدود به اندازه عرض موی انسان.
این دستاورد انقلابی سپس در ماه مارس ۲۰۱۰ در مجله نیچر منتشر شد.
مجله ساینس (مجله) ساخت اولین دستگاه کوانتومی را به عنوان «شکست نهایی سال» در سال ۲۰۱۰ اعلام کرد.

### خنک‌سازی به حالت پایه
برای نمایش رفتار مکانیک کوانتومی، تیم تحقیقاتی ابتدا نیاز داشتند تا تشدیدگر مکانیکی را به حدی خنک کنند که به حالت پایه کوانتومی، حالتی با انرژی نقطه صفر، برسد.
برای این کار دمای {\displaystyle T\ll {\frac {hf}{k}}} نیاز بود، که در آن {\displaystyle h} ثابت پلانک، {\displaystyle f} بسامد تشدیدگر و {\displaystyle k} ثابت بولتزمن است.
تیم‌های تحقیقاتی قبلی در این مرحله با مشکلاتی روبه‌رو شده بودند، زیرا برای مثال یک تشدیدگر با بسامد ۱ هرتز نیاز به خنک‌سازی به دمای بسیار پایین ۵۰ کلوین داشت. تیم اوکونل نوع متفاوتی از تشدیدگر، یک تشدیدگر آکوستیکی حجیم با پوسته-نازک، با بسامد تشدید بسیار بالاتر (۶ گیگاهرتز) ساخت که بنابراین می‌توانست به حالت پایه خود در دمای (نسبتاً) بالاتری (~0.1 K) برسد؛ این دما سپس به راحتی با یخچال رقیق‌سازی قابل دستیابی بود. در این آزمایش، تشدیدگر تا دمای 25 mK خنک شد.

### کنترل وضعیت کوانتومی
تشدیدگر آکوستیکی حجیم فیلمی از پیزوالکتریک ساخته شده بود، به طوری که هنگامی که آن ارتعاش می‌کرد، شکل متغیر آن سیگنال الکتریکی متغیری ایجاد می‌کرد و به‌طور معکوس، سیگنال الکتریکی می‌توانست ارتعاشات آن را تحت تأثیر قرار دهد. این ویژگی باعث شد تا تشدیدگر با کیوبیت فازی ابررسانا جفت‌سازی شود، که دستگاهی است مورد استفاده در رایانش کوانتومی و وضعیت کوانتومی آن می‌تواند به دقت کنترل شود.
در مکانیک کوانتومی، ارتعاشات از ارتعاشات اولیه‌ای به نام فونون ساخته شده‌اند. خنک‌سازی تشدیدگر به حالت پایه آن می‌تواند معادل حذف تمام فونون‌ها در نظر گرفته شود. تیم تحقیقاتی سپس توانست فونون‌های فردی را از کیوبیت به تشدیدگر منتقل کند. تیم همچنین توانست وضعیت برهم‌نهی کوانتومی را که در آن کیوبیت همزمان در برهم‌نهی دو وضعیت قرار داشت، به تشدیدگر مکانیکی منتقل کند. این بدین معناست که تشدیدگر «واقعاً همزمان کمی و زیادی ارتعاش می‌کرد»، طبق گفته‌های انجمن پیشبرد علوم آمریکا. ارتعاشات تنها چند نانوثانیه دوام داشتند قبل از اینکه توسط تأثیرات برهم‌زننده خارجی از هم بپاشند. در مقالهٔ نیچر، تیم نتیجه‌گیری کرد که «این نمایش قوی‌ترین مدرک را فراهم می‌کند که مکانیک کوانتومی به یک جسم مکانیکی که به اندازه کافی بزرگ است تا با چشم غیر مسلح دیده شود، اعمال می‌شود.»